# Макс Глюксманн
Макс Глюксманн (при народженні — Мордехай Давид Глюксманн; Чернівці, Буковина, Австрійська імперія, 8 березня 1875 року — 20 жовтня 1946 року, Буенос-Айрес, Аргентина) — аргентинський творець музичної і кіноіндустрії.

## Біографія
Макс Глюксманн народився 8 березня 1875 року в місті Чернівці, яке на той час входило до Австрійської імперії. У 1890 році він емігрував до Аргентини. Спочатку в Буенос-Айресі Глюксманн  працював асистентом фотографа.
У 1904 році Глюксманн був призначений агентом з імпорту європейських машин і записів. Він досяг успіху і брав участь у створенні місцевих записів. Згодом в Буенос-Айресі побудували   підприємство, яке працювало над обробкою записів, залучивши для цього інженера з Берліну.  
Макс Глюксманн помер у 1946 році, коли йому виповнився 71 рік. Похований в Буенос-Айресі.

## Діяльність
Макс Глюксманн задумав захопити ринок популярного на той час танго, це йому вдалося, із завданням впорався успішно.  До початку Першої світової війни він  отримав загальний контроль над аргентинською індустрією звукозапису, обійшовши єдиного конкурента завдяки простому способу підписання ексклюзивних довгострокових контрактів із найкращими музикантами. Також він підписував угоди з авторами найкращих пісень. У Макса Глюксманна були  ексклюзивні авторські права на всі хіти. Глюксманн контролював виробництво нот і німого кіно і мав фактичну монополію на танго до 1920-х років. Глюксманн не тільки володів звукозаписуючою компанією, але й сам знімав німе кіно. У 1929 році він переобладнав велтике приміщення і відкрив перший кінозал, де демонстрували звукові фільми. Він став народним героєм серед музикантів, запровадивши гонорари у музичних виданнях і у звукозаписах.